# Lavotchkine La-176
Le Lavotchkine La-176 (en russe : Лавочкин Ла-176) était un prototype de chasseur à réaction conçu et fabriqué en Union des républiques socialistes soviétiques par le bureau d'études (OKB) Lavotchkine au début de la Guerre froide.